# Calymene
Calymene (wat prachtige halve maan betekent als een verwijzing naar de glabella), is een geslacht van uitgestorven trilobieten uit de orde Phacopida, dat leefde van het Laat-Ordovicium tot het Siluur. Fossielen worden gevonden in Noord-Amerika, Noord-Afrika en Europa in voornamelijk Silurische aardlagen. Calymene is nauw verwant aan Flexicalymene en beide geslachten worden vaak aangetroffen. Calymene trilobieten zijn klein, meestal twee centimeter lang. Het cephalon is het breedste deel van het dier en de thorax heeft meestal dertien segmenten. De juiste geslachtenauteur is Brongniart (1822). Een eerder gepubliceerde geslachtsbeschrijving van Desmarest (1816) (vaak verkeerd geciteerd als Calymena Desmarest, 1817) werd onderdrukt door ICZN-advies ín 1433.

## Beschrijving
Deze zeven centimeter lange trilobiet kenmerkte zich door zijn bolle vormen. De kleine kop bevatte vrij kleine ogen, die dicht bij de diepgegroefde, gezwollen glabella stonden. De toppen van de pleurae wezen recht naar beneden en het staartschild was kleiner dan de kop. Het dier was geen snelle zwemmer en liep vaak over de zeebodem.

## Bekende soorten en vindplaatsen
- †Calymene breviceps, Indiana en Illinois
- †Calymene blumenbachii, Dudley, Engeland
- †Calymene brevicapitata, noordelijk en zuidelijk Wales
- †Calymene cambrensis, Wales
- †Calymene celebra, Illinois, Indiana en Wisconsin.
- †Calymene clavicula, Oklahoma
- †Calymene daviesii, Radnorshire, Wales
- †Calymene duplicata, Wales en Ierland
- †Calymene hopkinsoni, Wales
- †Calymene niagarensis, New York
- †Calymene parvifrons, Wales
- †Calymene senaria, noordelijk Wales en Ierland
- †Calymene tristani, Cornwall, Engeland
- †Calymene tuberculata, Gotland, Zweden
- †Calymene vogdesi, Ohio
- †Calymene sp. in het Siluur–Ordovicium van Marokko

## Opnieuw toegewezen soorten
Sinds het geslacht Calymene al vroeg in de paleontologie werd opgericht, is een aantal soorten dat er eerder aan is toegewezen sindsdien overgedragen aan andere geslachten:
- C. aculeata = Parasolenopleura aculeata
- C. aequalis = Archegonus aequalis
- C. anchiops = Anchiopella anchiops
- C. arachnoides = Asteropyge arachnoides
- C. arago = Colpocoryphe arago
- C. articulata = Crotalocephalus articulatus
- C. baylei = Metacalymene baylei
- C. bellatula = Cybele bellatula
- C. bufo rana = Phacops rana
- C. calicephala = Orimops calicephala
- C. canaliculata = Solenopleura canaliculata
- C. caractaci = Flexicalymene caractaci
- C. clavifrons = Cyrtometopus clavifrons
- C. concinna = Proetus concinnus
- C. diademata = Diacalymene diademata
- C. downingiae = Acaste downingiae
- C. frontiloba = Pliomera fischeri
- C. granulata = Phacops granulatus
- C. holometopa = Solenopleura holometopa
- C. marginata = Perliproetus marginata
- C. odini = Chasmops odini
- C. ornata = Ceraurinella ornata
- C. papillata = Papillicalymene papillata
- C. platycephala = Platycoryphe platycephala
- C. polytoma = Pliomera fischeri
- C. sclerops = Pterygometopus sclerops
- C. sinensis = Blackwelderia sinensis
- C. speciosa = Parapilekia speciosa
- C. stenometopa = Acrocephalites stenometopus
- C. stokesii = Phacopidae, soorttoewijzing onzeker
- C. tingi = Calymenesun tingi
- C. tournemini = Placoparia tournemini
- C. tristani = Synhomalonotus tristani
- C. unicornis = Reedocalymene unicornis
- C. variolaris = Balisoma variolaris
- C. verrucosa = Atractopyge verrucosa
- C. volborthi = Ptychometopus volborthi